# Antoni Vadell Ferrer
Antoni Vadell Ferrer (Lluchmayor, 17 de maio de 1972 — Barcelona, 12 de fevereiro de 2022). foi um espanhol eclesiástico, que foi bispo auxiliar da arquidiocese de Barcelona

## Biografia

### Origens e estudos
Monsenhor Vadell Ferrer nasceu em 1972, na cidade maiorquina de Lluchmayor. Aos 14 anos, ingressou no Seminário Menor de Maiorca, estudando estudos eclesiásticos em Teologia e Filosofia no Seminário Maior da referida diocese. Ele seria ordenado sacerdote em 31 de maio de 1998.

### Presbítero
Vadell formou-se no Pontifícia Universidade Salesiana em Pastoral Juvenil e Catequético em 2009. Na diocese de Maiorca, foi vigário de várias paróquias da: Beato Ramon Llul (de sua ordenação até 2006), San José Obrero e Corpus Christi (2009 -14), sendo também responsável pela pastoral das escolas paroquiais das duas últimas paróquias.
No nível diocesano, foi reitor do Seminário Menor de Maiorca (1999-2006), delegado para o Ministério das Vocações e formador do Seminário Maior diocesano (2002-2006); e delegado diocesano da Pastoral Catequética e Litúrgica (2009-2013), vigário episcopal de evangelização (2013-2017), membro do colégio de consultores e do conselho presbiteral de 2014 a 2017 e professor do Instituto Superior de Ciências Religiosas de Maiorca (ISUCIR ) 

### Bispo
Em 19 de junho de 2017, a Nunciatura Apostólica tornou pública sua nomeação pelo Papa Francisco como bispo auxiliar de Barcelona, ao lado do padre Sergi Gordo Rodríguez.
Em 9 de setembro, a consagração episcopal conjunta de ambos os prelados foi realizada na Basílica da Sagrada Família. O então Cardeal Arcebispo de Barcelona, Juan José Omella Omella , serviu como consagrante principal, acompanhado por Lluís Martínez Sistach, Arcebispo Emérito de Barcelona, Ricardo Blázquez Pérez (Presidente da Conferência Episcopal Espanhola e Arcebispo de Valladolid) e Sebastià Taltavull Anglada , Bispo Auxiliar de Barcelona e Administrador Apostólico de Maiorca). Muitos bispos espanhóis estiveram presentes na consagração, juntamente com o núncio do papa na EspanhaRenzo Fratini . Naquela época, Vadell tinha 45 anos, tornando-o o bispo mais jovem da Espanha , que até então era monsenhor Novell (48 anos). No final da liturgia de ordenação, Vadell foi juntado em benção o fiel pelo navio Sagrada Família por Luis F. Ladaria , também maiorquino e prefeito da congregação para a doutrina da fé , e Sebastia Taltavull , bispo auxiliar de Barcelona e administrador apostólico da diocese de Maiorca .
Vadell tornou-se o primeiro prelado diocesano de origem maiorquina desde que Miquel Moncadas Noguera foi nomeado bispo de Menorca em 1968 , e depois foi transferido para Solsona em 1977.
Ele morreu nas primeiras horas de 12 de fevereiro de 2022 de um tumor pancreático que o prelado espanhol tratava desde julho de 2021.